# Leonídas Kanáris
Leonídas Kanáris (en grec moderne : Λεωνίδας Κανάρης, né le 31 octobre 1963 à Kardítsa) est un compositeur, musicien, professeur de musique, auteur, directeur artistique, éditorialiste et chef de chœur grec. Il a été président de la Hellenic Music Society et président du Festival international de la guitare et de la composition.

## Biographie
Leonídas Kanáris naît le 31 octobre 1963 à Kardítsa. En 1976, il commence des études de musique à la guitare classique puis au piano. Dès ses débuts, il commence à composer autant pour la guitare que pour le piano,.
En 1983, il s’installe à Athènes pour étudier au Conservatoire d’Athènes avec le compositeur Kóstas Kotsiólis (ro). Il étudie également les sciences politiques à l'université Panteion. En outre, il termine des études de troisième cycle de spécialisation à l'Académie de musique et de danse de Jérusalem.

## Discographie
- 1993 :  Λεωνίδας Κανάρης, Γιώργος Φουντούλης - Το Ταξίδι - Έλληνες Συνθέτες Γράφουν Για Δύο Κιθάρες (Leonidas Kanaris, Giorgos Foundoulis - The Journey - Les compositeurs grecs écrivent pour deux guitares).
- 2008 : One Night When, label Subways Music[4],[5],[6].

## Musique pour le théâtre
- 2015 : Oscar et la dame en rose (d'après le roman d'Éric-Emmanuel Schmitt), mise en scène de Takis Ktenas ; musique de Leonídas Kanáris[7].

## Publications
- Τα λυρικά κομμάτια - 12 έργα για κιθάρα, Σύγχρονη Μουσική,‎ 1992, 40 pages (ISBN 9789607287083)[8]. (Les pièces lyriques 12 œuvres pour guitare)
- Κιθαρόκοσμος 1, Σύγχρονη Μουσική,‎ 1995, 224 pages (ISBN 9789607287106)[9]. (Le monde de la guitare 1)
- Κιθαρόκοσμος 3, Σύγχρονη Μουσική,‎ 2014, 168 pages (ISBN 9789607287120) (Le monde de la guitare 3 - 173 œuvres faciles pour guitare - Classe préliminaire)[10].